# Bob Sweeney
Robert Emmett "Bob" Sweeney, född 25 januari 1964, är en amerikansk före detta professionell ishockeyforward som tillbringade tio säsonger i den nordamerikanska ishockeyligan National Hockey League (NHL), där han spelade för ishockeyorganisationerna Boston Bruins, Buffalo Sabres, New York Islanders och Calgary Flames. Han producerade 288 poäng (125 mål och 163 assists) samt drog på sig 799 utvisningsminuter på 639 grundspelsmatcher. Jones spelade även på lägre nivåer för Moncton Golden Flames och Maine Mariners i American Hockey League (AHL), Revierlöwen Oberhausen, Frankfurt Lions och München Barons i Deutsche Eishockey Liga (DEL), Rafales de Québec i International Hockey League (IHL) och Boston College Eagles (Boston College) i National Collegiate Athletic Association (NCAA).
Han draftades i sjätte rundan i 1982 års draft av Boston Bruins som 123:e spelare totalt.
Efter den aktiva spelarkarriären har han bland annat arbetat inom Boston Bruins välgörenhetsfond och sedan 2011 är han VD för den. Sweeney gjorde även en cameo i Bobby- och Peter Farrellys komedifilm Fäst vid dig från 2003.

## Statistik
| 1982–1983   | Boston College Eagles   | NCAA        | 30  | 17  | 11  | 28  | 10  | —   | —  | —  | —  | —   |
| 1983–1984   | Boston College Eagles   | NCAA        | 23  | 14  | 7   | 21  | 10  | —   | —  | —  | —  | —   |
| 1984–1985   | Boston College Eagles   | NCAA        | 44  | 32  | 32  | 64  | 43  | —   | —  | —  | —  | —   |
| 1985–1986   | Boston College Eagles   | NCAA        | 41  | 15  | 24  | 39  | 52  | —   | —  | —  | —  | —   |
| 1986–1987   | Boston Bruins           | NHL         | 14  | 2   | 4   | 6   | 21  | 3   | 0  | 0  | 0  | 0   |
|             | Moncton Golden Flames   | AHL         | 58  | 29  | 26  | 55  | 81  | 4   | 0  | 2  | 2  | 13  |
| 1987–1988   | Boston Bruins           | NHL         | 80  | 22  | 23  | 45  | 73  | 23  | 6  | 8  | 14 | 66  |
| 1988–1989   | Boston Bruins           | NHL         | 75  | 14  | 14  | 28  | 99  | 10  | 2  | 4  | 6  | 19  |
| 1989–1990   | Boston Bruins           | NHL         | 70  | 22  | 24  | 46  | 93  | 20  | 0  | 2  | 2  | 30  |
| 1990–1991   | Boston Bruins           | NHL         | 80  | 15  | 33  | 48  | 115 | 17  | 4  | 2  | 6  | 45  |
| 1991–1992   | Boston Bruins           | NHL         | 63  | 6   | 14  | 20  | 103 | 14  | 1  | 0  | 1  | 25  |
|             | Maine Mariners          | AHL         | 1   | 1   | 0   | 1   | 0   | —   | —  | —  | —  | —   |
| 1992–1993   | Buffalo Sabres          | NHL         | 80  | 21  | 26  | 47  | 118 | 8   | 2  | 2  | 4  | 8   |
| 1993–1994   | Buffalo Sabres          | NHL         | 60  | 11  | 14  | 25  | 94  | 1   | 0  | 0  | 0  | 0   |
| 1994–1995   | Buffalo Sabres          | NHL         | 45  | 5   | 4   | 9   | 18  | 5   | 0  | 0  | 0  | 4   |
| 1995–1996   | New York Islanders      | NHL         | 66  | 6   | 6   | 12  | 59  | —   | —  | —  | —  | —   |
|             | Calgary Flames          | NHL         | 6   | 1   | 1   | 2   | 6   | 2   | 0  | 0  | 0  | 0   |
| 1996–1997   | Rafales de Québec       | IHL         | 69  | 10  | 21  | 31  | 120 | 9   | 2  | 0  | 2  | 8   |
| 1997–1998   | Revier Löwen Oberhausen | DEL         | 27  | 9   | 4   | 13  | 77  | —   | —  | —  | —  | —   |
|             | Frankfurt Lions         | DEL         | 20  | 7   | 8   | 15  | 32  | 7   | 1  | 3  | 4  | 6   |
| 1998–1999   | Frankfurt Lions         | DEL         | 46  | 6   | 21  | 27  | 30  | 1   | 0  | 1  | 1  | 8   |
| 1999–2000   | München Barons          | DEL         | 37  | 9   | 21  | 30  | 63  | 12  | 3  | 5  | 8  | 20  |
| 2000–2001   | München Barons          | DEL         | 33  | 3   | 11  | 14  | 50  | 11  | 1  | 0  | 1  | 8   |
| NHL totalt  | NHL totalt              | NHL totalt  | 639 | 125 | 163 | 288 | 799 | 103 | 15 | 18 | 33 | 197 |
| AHL totalt  | AHL totalt              | AHL totalt  | 59  | 30  | 26  | 56  | 81  | 4   | 0  | 2  | 2  | 13  |
| DEL totalt  | DEL totalt              | DEL totalt  | 163 | 34  | 65  | 99  | 252 | 31  | 5  | 9  | 14 | 42  |
| NCAA totalt | NCAA totalt             | NCAA totalt | 138 | 78  | 74  | 152 | 115 | —   | —  | —  | —  | —   |